# 約翰遜維爾鎮區 (明尼蘇達州雷德伍德縣)
約翰遜維爾鎮區（英語：Johnsonville Township）是位於美國明尼蘇達州雷德伍德縣的一個行政鎮區。

## 歷史
約翰遜維爾鎮區於1879年成立，因大部份定居者皆姓約翰遜而得名。

## 地方資料
約翰遜維爾鎮區的面積為94.73平方千米，當中陸地面積為94.47平方千米，而水域面積為0.26平方千米。根據2020年美國人口普查的數據，當地共有人口126人，而人口密度為每平方千米1.33人。